# GeForce 6
GeForce 6 – szósta generacja (o nazwie kodowej NV40) procesorów graficznych z serii GeForce produkowanych od 14 kwietnia 2004 roku przez firmę Nvidia. Jako pierwsze wprowadziły przetwarzanie wideo Purevideo, technologię SLI, wsparcie dla SM 3.0 (zgodny ze specyfikacją Microsoft DirectX 9.0c i OpenGL 2.0).

## Modele kart GeForce 6

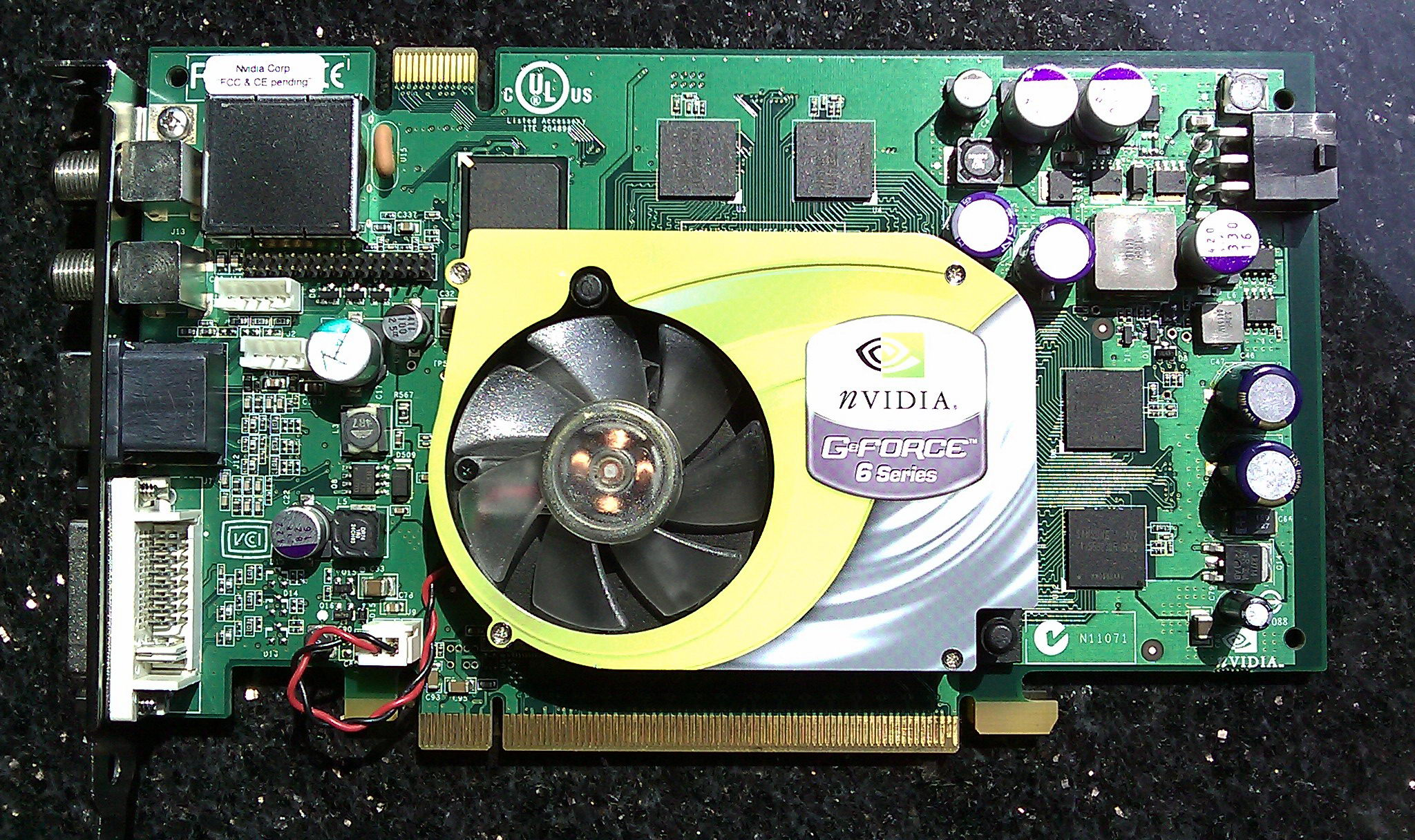
NVIDIA GeForce 6600 GT Personal Cinema

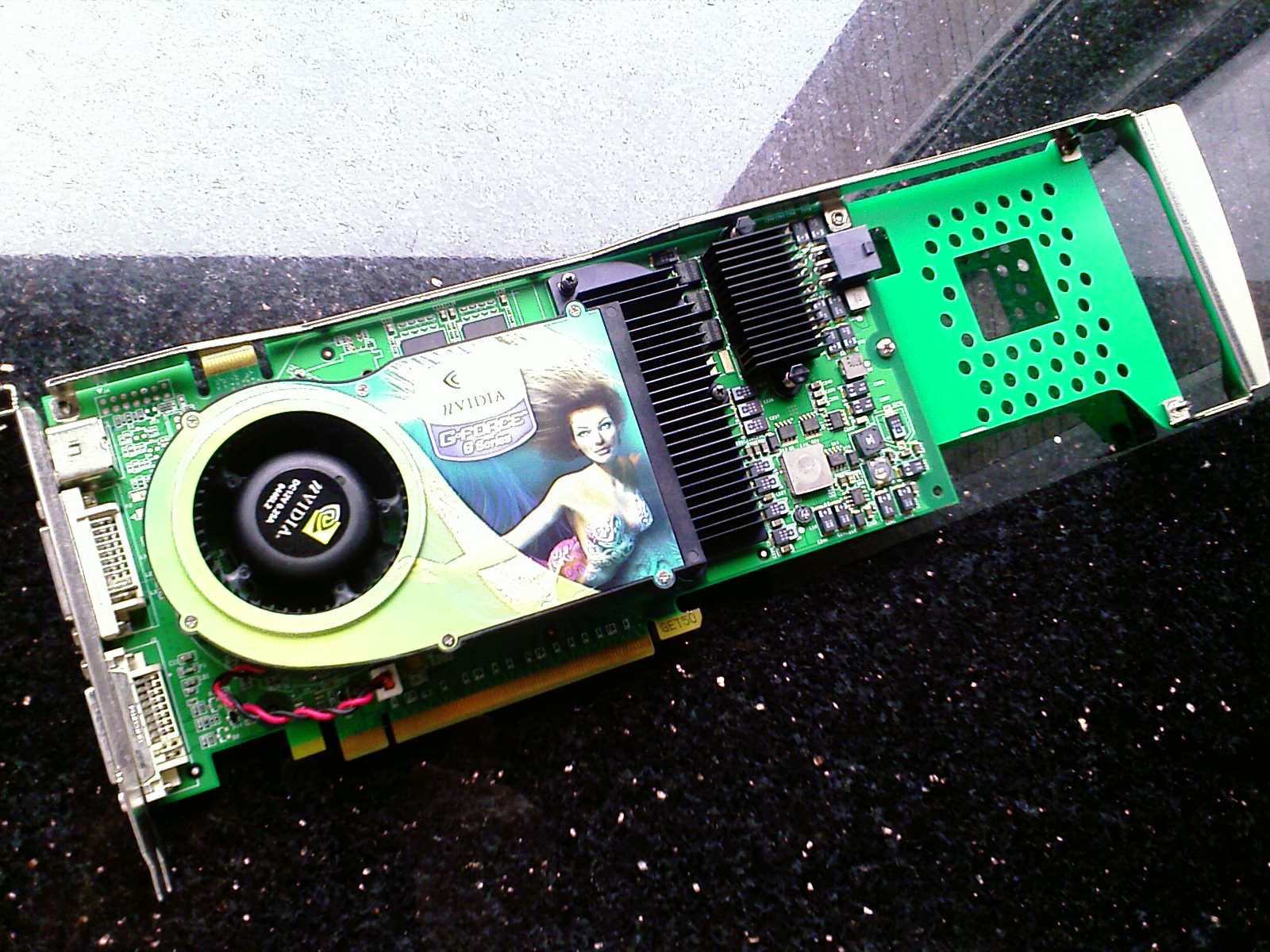
NVIDIA GeForce 6800 Ultra 512MB PCI-E

- AGP 4x/8x
  - 6100
  - 6150
  - 6150SE
  - 6200A
  - 6600
  - 6600 GT
  - 6800 LE
  - 6800
  - 6800 GS
  - 6800 GT
  - 6800 Ultra

- PCI-E 16x

| Nazwa        | Nazwa rdzenia | Częstotliwość jądra | Częstotliwość pamięci | Rodzaj pamięci | Szyna pamięci | Ilość pamięci | Przepustowość Pamięci | Proces technologiczny | Rozmiar Rdzenia | Liczba Tranzystorów | Pixel Shader | Vertex Shader | Jednostki ROP | Jednostki TMU | Wypełnianie Pikseli | Wypełnianie Tekseli | Wydajność Geometryczna |
| ------------ | ------------- | ------------------- | --------------------- | -------------- | ------------- | ------------- | --------------------- | --------------------- | --------------- | ------------------- | ------------ | ------------- | ------------- | ------------- | ------------------- | ------------------- | ---------------------- |
| 6200         | NV43          | 300 Mhz             | 500 Mhz               | DDR            | 128-bit       | 32-64 MB      | 7.8 GB/s              | 110 nm                | 150 mm²         | 143 mln             | 4            | 3             | 4             | 4             | 1200 MPix/s         | 1200 MTex/s         | 225 MVts/s             |
| 6200 LE      | NV44          | 300 Mhz             | 500 Mhz               | DDR            | 64-bit        | 32-64 MB      | 3.9 GB/s              | 110 nm                | 110 mm²         | 77 mln              | 4            | 3             | 2             | 4             | 600 MPix/s          | 1200 MTex/s         | 225 MVts/s             |
| 6200 TC 16MB | NV44          | 350 Mhz             | 700 Mhz               | DDR2           | 32-bit        | 16 MB         | 2.7 GB/s              | 110 nm                | 110 mm²         | 77 mln              | 4            | 3             | 2             | 4             | 700 MPix/s          | 1400 MTex/s         | 263 MVts/s             |
| 6200 TC 64MB | NV44          | 350 Mhz             | 550 Mhz               | DDR2           | 64-bit        | 64 MB         | 4.3 GB/s              | 110 nm                | 110 mm²         | 77 mln              | 4            | 3             | 2             | 4             | 700 MPix/s          | 1400 MTex/s         | 263 MVts/s             |
| 6500 TC      | NV44          | 400 Mhz             | 700 Mhz               | DDR2           | 64-bit        | 128 MB        | 5.5 GB/s              | 110 nm                | 110 mm²         | 143 mln             | 4            | 3             | 2             | 4             | 800 MPix/s          | 1600 MTex/s         | 300 MVts/s             |
| 6600 LE      | NV43          | 400 Mhz             | 500 Mhz               | DDR            | 128-bit       | 128 MB        | 7.8 GB/s              | 110 nm                | 150 mm²         | 77 mln              | 4            | 3             | 4             | 4             | 1600 MPix/s         | 1600 MTex/s         | 300 MVts/s             |
| 6600 VE      | NV43          | 300 Mhz             | 400 Mhz               | DDR            | 128-bit       | ? MB          | 6.3 GB/s              | 90 nm                 | 150 mm²         | 143 mln             | 8            | 3             | 4             | 8             | 1200 MPix/s         | 2400 MTex/s         | 225 MVts/s             |
| 6600         | NV43          | 300 Mhz             | 550 Mhz               | DDR DDR2       | 128-bit       | 128/256 MB    | 8.6 GB/s              | 110 nm                | 150 mm²         | 143 mln             | 8            | 3             | 4             | 8             | 1200 MPix/s         | 2400 MTex/s         | 225 MVts/s             |
| 3D1-XL       | 2x NV43       | 450 Mhz             | 1000 Mhz              | GDDR2          | 256-bit       | ?? MB         | 31.3 GB/s             | 110 nm                | 2x 150 mm²      | 2x 143 mln          | 16           | 6             | 8             | 16            | 3600 MPix/s         | 7200 MTex/s         | 675 MVts/s             |
| 6610 XL      | NV43          | 400 Mhz             | 800 Mhz               | GDDR3          | 128-bit       | 128 MB        | 12.5 GB/s             | 110 nm                | 150 mm²         | 143 mln             | 8            | 3             | 4             | 8             | 1600 MPix/s         | 3200 MTex/s         | 300 MVts/s             |
| 6600 GT      | NV43          | 500 Mhz             | 1000 Mhz              | GDDR3          | 128-bit       | 128/256 MB    | 15.6 GB/s             | 110 nm                | 150 mm²         | 143 mln             | 8            | 3             | 4             | 8             | 2000 MPix/s         | 4000 MTex/s         | 375 MVts/s             |
| 6700 XL      | NV43          | 525 MHz             | 1100 MHz              | GDDR3          | 128-bit       | 128 MB        | 17.6 GB/s             | 110 nm                | 150 mm²         | 146 mln             | 8            | 3             | 4             | 8             | 2100 MPix/s         | 4200 MTex/s         | 393 MVts/s             |
| 3D1          | 2x NV43       | 500 Mhz             | 1120 Mhz              | GDDR2          | 256-bit       | ?? MB         | 35 GB/s               | 110 nm                | 2x 150 mm²      | 2x 143 mln          | 16           | 6             | 8             | 16            | 4000 MPix/s         | 8000 MTex/s         | 750 MVts/s             |
| 6800 XT      | NV40 NV41     | 325 Mhz             | 700 Mhz               | DDR2           | 256-bit       | ?? MB         | 21.9 GB/s             | 130 nm                | 287 mm²         | 222 mln             | 8            | 5             | 8             | 8             | 2600 MPix/s         | 2600 MTex/s         | 406 MVts/s             |
| 6800 LE      | NV40 NV41     | 300 Mhz             | 700 Mhz               | DDR2           | 256-bit       | ?? MB         | 21.9 GB/s             | 130 nm                | 287 mm²         | 222 mln             | 8            | 4             | 8             | 8             | 2400 MPix/s         | 2400 MTex/s         | 300 MVts/s             |
| 6800         | NV40 NV41     | 325 Mhz             | 700 Mhz               | DDR DDR2       | 256-bit       | 128\256 MB    | 21.9 GB/s             | 130 nm                | 287 mm²         | 222 mln             | 12           | 5             | 12            | 12            | 3900 MPix/s         | 3900 MTex/s         | 406 MVts/s             |
| 6800 GS      | NV40 NV41     | 425 Mhz             | 1000 Mhz              | GDDR3          | 256-bit       | 128\256 MB    | 31.3 GB/s             | 110 nm                | 202 mm²         | 190 mln             | 12           | 5             | 12            | 12            | 3400 MPix/s         | 5100 MTex/s         | 531 MVts/s             |
| 6800 GT      | NV40          | 350 Mhz             | 1000 Mhz              | DDR2 GDDR3     | 256-bit       | 128\256 MB    | 31.3 GB/s             | 130 nm                | 287 mm²         | 222 mln             | 16           | 6             | 16            | 16            | 5600 MPix/s         | 5600 MTex/s         | 525 MVts/s             |
| 3D1-68GT     | 2x NV40       | 375 Mhz             | 1060 Mhz              | GDDR3          | 512-bit       | 128\256 MB    | 66.3 GB/s             | 130 nm                | 2x 287 mm²      | 2x 222 mln          | 32           | 12            | 32            | 32            | 12000 MPix/s        | 12000 MTex/s        | 1125 MVts/s            |
| 6800 Ultra   | NV40          | 400 Mhz             | 1100 Mhz              | GDDR3          | 256-bit       | 256 MB        | 34.4 GB/s             | 130 nm                | 287 mm²         | 222 mln             | 16           | 6             | 16            | 16            | 6400 MPix/s         | 6400 MTex/s         | 600 MVts/s             |

## Chipsety 6100/6150
Chipsety klasy GeForce 6 dysponują układem graficznym o wydajności dużo mniejszej niż karty graficzne tej klasy.

### GeForce 6150SE
GeForce 6150SE (Model MCP61 lub C61) jest zaktualizowaną, zwyczajną wersją chipu GeForce 6100. MCP61 zużywa mniej energii niż 6100. 6150SE w benchmarkach 3D wyprzedza wynikami 6150, pomimo jej niższej częstotliwości rdzenia (425 MHz), z powodu dodanego Buforu-Z.
MCP61 wprowadził błąd w implementacji SATA NCQ, rezultatem tego, Nvidia postanowiła wyłączyć operacje NCQ w systemie Linux.
- Proces generowania: 90 nm
- Zegar rdzenia: 425 MHz
- HT Bus = 2000 MT/s max
- Liczba procesorów przetwarzania wierzchołków: 1
- Potoki pikseli: 2
- Cieniowanie pikseli: 3
- Wersja DirectX: v9.0c
- Wyjścia: tylko VGA
- Wersja OpenGL: 2.1
- Pamięć: MCP61 korzysta z pamięci systemowej DDR2, w ustawieniach BIOSu można ustawić ile MB MCP61 ma zużywać (Disabled/16/32/64/128/256), ustawienie pamięci na wyłączoną (disabled) spowoduje błąd odczytu karty graficznej i konieczność resetu ustawień BIOSu.